# Verreaux-Wiesenratte
Die Verreaux-Wiesenratte (Myomyscus verreauxi) ist ein in der südafrikanischen Provinz Westkap endemisch vorkommendes Nagetier. Das Verbreitungsgebiet reicht vom Oranje im Nordwesten bis nach Plettenberg Bay im Osten.

## Merkmale
Das Rückenfell von Verreaux-Wiesenratte ist bräunlich, die Körperseiten sind heller und das Bauchfell, dessen Haare kürzer sind als die auf dem Rücken und an den Flanken, ist weißlich-grau. Die Lippen, das Kinn und die Kehle sind hellbraun. Der Schwanz ist oben dunkel und unten etwas heller. Er ist mit Schuppen und kurzen, borstigen Haaren bedeckt. Die Vorder- und die Hinterfüße sind weiß. Die Ohren sind relativ groß und unbehaart. Die Verreaux-Wiesenratte erreicht eine Kopf-Rumpf-Länge von 9 bis 11,3 Zentimetern und hat einen 13 bis 14,8 Zentimeter langen Schwanz. Die Hinterfußlänge beträgt 2,5 bis 2,7 Zentimeter, die Ohren sind 1,7 bis 1,9 Zentimeter hoch. Das Gewicht der Nager liegt bei 22 bis 52 Gramm. Die Weibchen haben fünf Zitzenpaare.

## Lebensraum und Lebensweise
Die Verreaux-Wiesenratte ist nachtaktiv und lebt im Fynbos, einer Heidelandschaft im Südwesten Südafrikas. Sie kommt dort vor allem in der Nähe von Vleis und in Gegenden, die von Silberbaumgewächsen (Proteaceae) dominiert werden, vor, außerdem in bewaldeten Tälern. Sie ernährt sich von Samen (auch die der Proteaceen) und Insekten. Wahrscheinlich ist die Verreaux-Wiesenratte ein wichtiger Bestäuber der Silberbaumgewächse. Sie vermehrt sich wahrscheinlich in der späten Regenzeit. Näheres ist nicht bekannt.

## Systematik
Die Verreaux-Wiesenratte wurde 1834 durch den britischen Zoologen Andrew Smith unter der Bezeichnung Mus verroxii erstmals wissenschaftlich beschrieben und zu Ehren des französischen Ornithologen und Naturforschers Jules Verreaux benannt. 1942 führte der britische Zoologe Guy Chester Shortridge die Gattung Myomyscus ein mit der Verreaux-Wiesenratte als Typusart. Im Laufe der Zeit wurden weitere Arten beschrieben, die der Gattung Myomyscus zugeordnet wurden. Sie sind jedoch nicht näher mit der Verreaux-Wiesenratte verwandt und wurden in andere Gattungen (Mastomys, Ochromyscus oder Stenocephalemys) verschoben, so dass nach einer 2021 veröffentlichten Revision der Altweltmaustribus Praomyini nur die Verreaux-Wiesenratte in der Gattung verblieb, die damit monotypisch ist.

## Gefährdung
Nach Angaben der IUCN ist die Verreaux-Wiesenratte ungefährdet. Ihr Lebensraum ist relativ groß (ca. 150.000 km²), weitgehend unzugänglich und es ist nicht wahrscheinlich, dass er großflächig verändert wird.